# 周南 (1904年)
周南（1904年2月22日—？年），字一南，男，河南郟縣人，中华民国政治人物。民國37年（1948年）在河南省第五選區當選第一屆立法委員。

出席制憲國民大會代表時

## 生平
周南是河南省郟縣紫雲山麓與汝水曲阿間之人和村人。
- 河北大學畢業
- 河南省新生活運動促進會幹事兼書記
- 河南省臨時參議會議員
- 民國三十一年，三民主義青年團河南支團幹事兼書記
- 民國三十五年，三民主義青年團第二屆中央幹事
- 中國國民黨河南省黨部執行委員及第六屆中央執行委員
- 制憲國民大會代表